# Luis Dobles Segreda
Luis Dobles Segreda (Heredia, 27 de enero de 1889 - 27 de septiembre de 1956) fue un educador, escritor y diplomático costarricense, reconocido principalmente por haber elaborado la bibliografía nacional más importante del siglo XIX y principios del XX. Autor de una prosa nostálgica por el pasado irrecuperable, sea personal o colectivo, con la que trata de recrear la Costa Rica o la infancia del recuerdo, a partir de un narrador afectivamente cercano a los hechos, los espacios y las situaciones descritas.

## Biografía
Nació en Heredia, el 27 de enero de 1889. Hijo de Manuel Dobles Sáenz y Rosario Segreda Pérez de Dobles, ambos pertenecientes a familias aristócratas del país, comerciantes y productores de café, por lo que su desarrollo en la infancia fue óptimo y sin problemas de índole económica. Sin embargo, a finales del siglo XIX y principios del siglo XX el negocio del café entraría en crisis, de la cual don Manuel vería afectado todo su negocio, lo que llevaría a su empresa a la ruina. Para ese entonces, Luis tenía sólo 10 años.
Este hecho marcaría la vida de Luis Dobles, pues a partir de este momento arranca la especial sensibilidad que luego le sirve de marco humanístico y emocional para evaluar al prójimo y para organizar su fuero interno. Como consecuencia inmediata de la quiebra de la empresa de su padre, el niño se vio obligado a deambular por las calles, realizando trabajos tan humildes como el de vendedor de melcochas y bizcochos. En compañía de su hermano mayor logró instalarse en un tramo del mercado central para vender jabón y candelas. 
Todo esto lo llevó a ser un escolar inquieto, sutil evaluador de los maestros que lo instruían y capaz de anular, según sus propias palabras, el fastidio de la escuela mediante frecuentes escapatorias a pozas, antes que resignarse a la lección aburrida del maestro antipático.
Concluida la enseñanza primera, ingresó al Liceo de Costa Rica, gracias a una beca, donde Roberto Brenes  Mesén  y Joaquín García  Monge  ejercieron sobre él una fuerte influencia.  Su vocación a la investigativa y su inclinación a la pedagogía, lo llevaron a manifestarse siempre a favor de proteger y procurar la superación de los sectores populares y de defender y desarrollar el patrimonio educativo y cultural de la nación.
Luego de  5 años en el Liceo de Costa Rica, obtuvo su título de bachiller en 1907. La pobreza siguió acosándalo pero la sonrisa victoriosa no se despegó ya nunca de sus labios, tatuados por las manos de las gracias. Llegaba a clases después de caminar largas distancias. Y, luego de mucho sacrificio, la pedagogía, togada casi siempre con los trapos de una crasa ignorancia, lo reprobó en Cosmografía. Fue entonces cuando él se formuló el propósito íntimo de llegar a ser profesor de esta asignatura, consiguiéndolo más adelante. Salió del Liceo fracasado y entró a la vida victorioso.
En 1908, consiguió un empleo como docente rural en la Escuela de San Pedro de Poás. Sus actividades no se limitaron a las propias de la educación formal. Fundó una filarmonía, creó una biblioteca, instituyó la fiesta del árbol y logró la apertura de una escuela para adultos.
En 1915, el crearse la Escuela Normal, fue llamado para que impartiera las lecciones de Geografía.  Don Luis, se entrega a la creación literaria allá por los años de 1918.  Dadas sus capacidades intelectuales, fue nombrado Director del Instituto de Alajuela, por cuatro años.  En 1918, publicó su primer libro literario: Por el amor de Dios. En este año, se traslada a Puerto Limón, donde trabaja como ayudante del tenedor de libros de Limón Trading Co., además, se dedicó a comerciar cacao.
En esta época, escribe la mayor parte de sus poemas románticos, dedicados a su entonces novia la señorita Trinidad Sánchez Cortés, hija del famoso cafetalero don Julito Sánchez y de doña Emilia Cortés Arce, con la que contrae matrimonio el 6 de enero de 1921.
Viaja a Estados Unidos con el fin de aprender inglés y explorar la cultura norteamericana, estando en Nueva York se le vino encima, nuevamente, una crítica situación económica y se vio a obligado a trabajar como camarero. Gracias a la ayuda de un amigo suyo, Eduardo Azuola, don Luis logró colocarse en Marquette University de Milwaukee, ahí dictó conferencias a la comunidad latina y la empresa “New Press” lo llamó a prestar servicios como corrector de pruebas. Al año de estar realizando esta labor fue nombrado profesor en la Louisiana State Normal College en donde tuvo muy gratas experiencias. Regresó a Costa Rica tiempo después, para ocupar el cargo de Jefatura Técnica de Educación en Costa Rica
Fue Ministro de Educación Pública en la administración de Ricardo Jiménez Oreamuno.  Su labor al frente del Ministerio, resultó ser extraordinaria y se hizo acreedor al premio Medalla de Oro de la Educación Pública, otorgado por el Gobierno de Venezuela, asimismo el Gobierno Español le nombró oficial de la Orden de Isabel la Católica
En 1929, el entonces Presidente de Costa Rica, Ricardo Jiménez Oreamuno, le encargó misiones diplomáticas en Chile y Argentina.  Asimismo, en 1936, durante la administración de León Cortés Castro, es nombrado como Cónsul General en Francia.  A esta fecunda labor como Ministro de Educación y diplomático, hay que agregar su participación en la Asamblea Nacional Constituyente de 1949, donde destacaron sus intervenciones en los campos de la educación y la cultura, la democracia, la libertad de enseñanza.
Por su participación en la vida nacional en el campo literario, educativo y político, la  Asamblea Legislativa de Costa Rica  por Acuerdo 2890 del 27 de abril de 1994 le confirió un reconocimiento al asignarlo como Benemérito de la Patria.

## Fallecimiento
Falleció en Heredia, el 27 de septiembre de 1956 a los 67 años de edad, y tres años después, en 1959, fue fundado el Liceo Luis Dobles Segreda en San José.

## Obra Literaria
Quizás la obra más importante de Luis Dobles Segreda, sea el Índice Bibliográfico de Costa Rica, obra que inicia en el año 1927 y la cual le llevó dieciocho años de investigación, en ella recoge todas las publicaciones realizadas en el país hasta el año de 1930, la obra quedó truncada en su noveno tomo y fue en 1968, gracias al esfuerzo de la Asociación de Bibliotecarios de Costa Rica que fueron publicados los tomos X hasta el XVI . Otra de sus obras fue: Rosa mística, dedicada a su señora madre, obra en la que apunta escenas y leyendas recogidas en torno a la iglesia del Carmen de la ciudad de Heredia.

### Índice Bibliográfico de Costa Rica
Esta obra contiene las fuentes de información costarricenses publicadas en diferentes disciplinas y constituye la obra documental más representativa de Luis Dobles Segreda
- Tomo I - 1927 Sección I: Agricultura y Veterinaria  Sección II: Ciencias físicas y naturales
- Tomo II - 1928 Sección III: Filología y Gramática  Sección IV: Geografía y Geología
- Tomo III - 1929 Sección V: Matemática, Ingeniería y Finanzas Sección VI: Psicología, Filosofía y Religión
- Tomo IV - 1930 Sección VII: Novela, cuento y artículo literario Sección VIII: Teatro
- Tomo V - 1933 Sección IX Historia hasta 1920
- Tomo VI - 1934 Sección X: Historia desde 1900 a 1933
- Tomo VII - 1935 Sección XI: (continuación): Política y Derecho desde 1921 hasta 1935 Sección XII: Milicia
- Tomo IX: 1936 Sección XIII: Higiene y Medicina
- Tomos X-XI: 1968 Sección XIV: Educación Sección XV: Sociología y Demografía Sección XVI: Poesía

Igualmente, se destacan otras obras literarias como las siguientes:
- 1917 El clamor de la tierra
- 1926 El libro del héroe, compilación
- 1918 Por el amor de Dios, cuentos y cuadros
- 1927-1936 Índice Bibliográfico de Costa Rica
- 1919 Cuentos
- 1928 El rosario de marfil
- 1920 Referencias
- 1934 Escritores heredianos
- 1920 Rosa mística, cuentos
- 1935 La provincia de Heredia
- 1922 Añoranzas
- 1949 Semana Santa
- 1924 Julio Sánchez Lépiz
- 1954 Fadrique Gutiérrez, Hidalgo extravagante de muchas andanzas
- 1926 Caña brava, leyendas, cuentos y cuadros